# Hymenocephalus
Hymenocephalus è un genere di pesci ossei abissali appartenente alla famiglia Macrouridae.

## Distribuzione e habitat
I membri del genere si incontrano in tutti i mari e gli oceani. Nel mar Mediterraneo si incontra la specie Hymenocephalus italicus.

## Specie
- Hymenocephalus aeger
- Hymenocephalus antraeus
- Hymenocephalus aterrimus
- Hymenocephalus barbatulus
- Hymenocephalus billsam
- Hymenocephalus fuscus
- Hymenocephalus grimaldii
- Hymenocephalus hachijoensis
- Hymenocephalus italicus
- Hymenocephalus lethonemus
- Hymenocephalus longibarbis
- Hymenocephalus longiceps
- Hymenocephalus longipes
- Hymenocephalus maculicaudus
- Hymenocephalus megalops
- Hymenocephalus nascens
- Hymenocephalus neglectissimus
- Hymenocephalus nesaeae
- Hymenocephalus papyraceus
- Hymenocephalus semipellucidus
- Hymenocephalus striatissimus
- Hymenocephalus striatulus
- Hymenocephalus torvus[1]